# Villatoro
Villatoro – gmina w Hiszpanii, w prowincji Ávila, w Kastylii i León, o powierzchni 56,02 km². W 2011 roku gmina liczyła 191 mieszkańców.